# Blackmore (stripalbum)
Blackmore is het tweede stripalbum uit de stripreeks De Klaagzang van de Verloren Gewesten en het tweede deel van de cyclus Sioban. Het album is geschreven door Jean Dufaux en getekend door Rosinski. Van dit album verschenen twee drukken bij uitgeverij Dargaud.

## Verhaal
Het tweede album begint met een boodschap van vreugde: de waarheidsbomen die opnieuw beginnen te bloeien. Deze bomen groeien en bloeien alleen onder rechtvaardige heersers. Daardoor waren deze bomen kaal gedurende de hele regeerperiode van Bedlam. Wanneer Bedlam dit hoort, beeft hij. Want hij kent ook de verhalen en weet dat er rebellie komt tegen zijn gezag, dat is immers wat de waarheidsbomen doen: hoop geven aan de mensen.
Na overlegd te hebben met zijn mannen pakt Bedlam een toorts en voert hetzelfde ritueel uit dat Lord Blackmore eerder deed met een waskaars. Daarbij valt ook op dat Bedlam een bokkenpoot heeft. Kort daarop begeeft Lord Blackmore zich met een getrouwe bediende naar een meer waar Sioban aan het vissen is. Daar wordt zij aangevallen door een monster dat uit het masker is gekomen. Dat masker waarschuwde Lord Blackmore eerder voor de daad van Sioban. Het monster wordt verslagen door de genadekrijger. Dat zorgt er ook voor dat het masker vernietigd wordt. Lord Blackmore weet dat hij van hem veel te vrezen heeft, want zij brachten het leger van Witte Wolf op de been. Hij is immers een trouwe bondgenoot van Bedlam. Daardoor beraamt hij nog een aanslag op Sioban, want zij zal de spil zijn bij de komende rebellie.
Op het moment dat de moordenaar wil toeslagen met zijn mes, weerklinkt er een lied op een doedelzak. Dit lied zorgt ervoor dat het mes uiteenvalt en vervolgens krijgt de moordenaar hevige hoofdpijn van het lied. Dat lied laat een leger van doden opstaan die Sioban meenemen naar de verloren gewesten. 
Velen hebben dit lied gehoord en reageren hierop. Lord Blackmore reageert woedend en de bemanning die de genadekrijger eerdere aan land brachten, krijgen van hem een signaal waarmee hij hen aangeeft een eerder besproken plan in werking te zetten. 
Wanneer Sioban op de vlakte van de Nyr Lynch aankomt, valt ze in slaap naast het lijk van haar vader. Tijdens die slaap hoort ze de stem van haar vader in haar hoofd. Daarin legt hij uit dat Bedlam met twee legers oprukt tegen Lord Blackmore. Een over land om haar, Sioban, tegen te komen en een over zee om zo een eventuele aanval van de genadekrijgers tegen te gaan.
De vloten van Bedlam en de genadekrijgers komen elkaar eerder tegen als gepland, waardoor er een zeeslag begint. Vanuit het kasteel van Lord Blackmore wordt, in afwezigheid van hem, de strijd ingezet tegen Bedlam. De vloot van Bedlam is hier niet tegen bestand en trekt zich terug. Ook het landleger van Bedlam krijgt een onvoorzien obstakel. Het dodenleger dat Sioban ophaalde versperd de weg voor Bedlam. In een overleg met Bedlam hoort Sioban dat Obla, de vader van Bedlam, een kind had verwekt bij haar grootmoeder. Daarna laat Bedlam zien dat hij zich door middel van toverkunst kan veranderen in Lord Blackmore. Dan wordt duidelijk dat de bokkepoot die Bedlam heeft, en dus ook Lord Blackmore, een foutje was in het transformeren dat hij nooit ongedaan gemaakt kreeg. Hij bezag het als een deel van de duivel van wie hij zijn kracht had gekregen.
In de discussie die daarop volgt, transformeert Bedlam zich in een donker monster. Hij wordt (eenvoudig) verslagen door Sioban die haar zwaard in zijn hart gooit. Hierdoor spat het monster uiteen en regent het vuurballen die verwarring zaaien en velen doden.  Daarna besteeg Sioban de troon en vanaf dan regeerde weer een Sudenna over Eruin Duela.